# 青岛大剧院
青岛大剧院，位于青岛市区东部，是一座多功能、现代化、国际标准专业大剧院，青岛市重要的文化地标，亦为国家十大剧院之一。

## 内部链接
- 国家大剧院
- 重庆大剧院